# Zápas na Letních olympijských hrách 1952
Na olympijských hrách v Helsinkách v roce 1952 bylo v zápasnických soutěžích rozděleno celkem 16 sad medailí a to osm sad v řecko-římském zápase a osm sad ve volném stylu. O medaile bojovali pouze muži.
Poprvé se do bojů o medaile zapojili zápasníci Sovětského svazu a ihned se stali zápasnickou velmocí, když v řecko-římském zápase zvítězili v polovině, tj. ve čtyřech kategoriích a dvě vítězství přidali ve volném stylu.

## Medailisté

### Řecko-římský zápas
| Kategorie                | Zlato                                 | Stříbro                               | Bronz                                    |
| ------------------------ | ------------------------------------- | ------------------------------------- | ---------------------------------------- |
| Muší váha (52 kg)        | Boris Gurevič · Sovětský svaz (URS)   | Ignazio Fabra · Itálie (ITA)          | Leo Honkala · Finsko (FIN)               |
| Bantamová váha (57 kg)   | Imre Hódos · Maďarsko (HUN)           | Zakarijá Šiháb · Libanon (LIB)        | Artem Terjan · Sovětský svaz (URS)       |
| Pérová váha (62 kg)      | Jakiv Punkin · Sovětský svaz (URS)    | Imre Polyák · Maďarsko (HUN)          | Abdel Rašíd · Egypt (EGY)                |
| Lehká váha (67 kg)       | Šazam Safin · Sovětský svaz (URS)     | Gustav Freij · Švédsko (SWE)          | Mikuláš Athanasov · Československo (TCH) |
| Welterová váha (73 kg)   | Miklós Szilvásy · Maďarsko (HUN)      | Gösta Andersson · Švédsko (SWE)       | Chalil Taha · Libanon (LIB)              |
| Střední váha (79 kg)     | Axel Grönberg · Švédsko (SWE)         | Kalervo Rauhala · Finsko (FIN)        | Nikolaj Bělov · Sovětský svaz (URS)      |
| Lehká těžká váha (87 kg) | Kelpo Gröndahl · Finsko (FIN)         | Šalva Čichladze · Sovětský svaz (URS) | Karl-Erik Nilsson · Švédsko (SWE)        |
| Těžká váha (+87 kg)      | Johannes Kotkas · Sovětský svaz (URS) | Josef Růžička · Československo (TCH)  | Tauno Kovanen · Finsko (FIN)             |

### Volný styl
| Kategorie                | Zlato                                        | Stříbro                                         | Bronz                                        |
| ------------------------ | -------------------------------------------- | ----------------------------------------------- | -------------------------------------------- |
| Muší váha (52 kg)        | Hasan Gemici · Turecko (TUR)                 | Jušu Kitano · Japonsko (JPN)                    | Mahmoud Mollaghasemi · Írán (IRI)            |
| Bantamová váha (57 kg)   | Šohači Išii · Japonsko (JPN)                 | Rašíd Mamedbekov · Sovětský svaz (URS)          | Khashaba Dadasaheb Jadhav · Indie (IND)      |
| Pérová váha (62 kg)      | Bayram Şit · Turecko (TUR)                   | Naser Givehchi · Írán (IRI)                     | Josiah Henson · Spojené státy americké (USA) |
| Lehká váha (67 kg)       | Olle Anderberg · Švédsko (SWE)               | Jay Thomas Evans · Spojené státy americké (USA) | Jahanbakht Towfigh · Írán (IRI)              |
| Welterová váha (73 kg)   | William Smith · Spojené státy americké (USA) | Per Berlin · Švédsko (SWE)                      | Abdollah Mojtabavi · Írán (IRI)              |
| Střední váha (79 kg)     | David Cimakuridze · Sovětský svaz (URS)      | Golamrezá Tachtí · Írán (IRI)                   | György Gurics · Maďarsko (HUN)               |
| Lehká těžká váha (87 kg) | Viking Palm · Švédsko (SWE)                  | Henry Wittenberg · Spojené státy americké (USA) | Adil Atan · Turecko (TUR)                    |
| Těžká váha (+97 kg)      | Arsen Mekokišvili · Sovětský svaz (URS)      | Bertil Antonsson · Švédsko (SWE)                | Kenneth Richmond · Velká Británie (GBR)      |

## Přehled medailí
| Pořadí | Země                         | Zlato | Stříbro | Bronz | Celkově |
| ------ | ---------------------------- | ----- | ------- | ----- | ------- |
| 1      | Sovětský svaz (URS)          | 6     | 2       | 2     | 10      |
| 2      | Švédsko (SWE)                | 3     | 4       | 1     | 8       |
| 3      | Maďarsko (HUN)               | 2     | 1       | 1     | 4       |
| 4      | Turecko (TUR)                | 2     | 0       | 1     | 3       |
| 5      | Spojené státy americké (USA) | 1     | 2       | 1     | 4       |
| 6      | Finsko (FIN)                 | 1     | 1       | 2     | 4       |
| 7      | Japonsko (JPN)               | 1     | 1       | 0     | 2       |
| 8      | Írán (IRI)                   | 0     | 2       | 3     | 5       |
| 9      | Československo (TCH)         | 0     | 1       | 1     | 2       |
| 9      | Libanon (LIB)                | 0     | 1       | 1     | 2       |
| 11     | Itálie (ITA)                 | 0     | 1       | 0     | 1       |
| 12     | Egypt (EGY)                  | 0     | 0       | 1     | 1       |
| 12     | Indie (IND)                  | 0     | 0       | 1     | 1       |
| 12     | Velká Británie (GBR)         | 0     | 0       | 1     | 1       |
| Celkem | Celkem                       | 16    | 16      | 16    | 48      |

## Zúčastněné země
Do bojů o medaile zasáhlo 244 zápasníků z 37 zemí:
| - Argentina (6) - Austrálie (4) - Belgie (9) - Československo (4) - Dánsko (5) - Egypt (12) - Filipíny (1) - Finsko (16) - Francie (10) - Guatemala (3) | - Indie (4) - Itálie (14) - Írán (8) - Irsko (1) - Japonsko (5) - Jihoafrická unie (5) - Jugoslávie (3) - Jižní Korea (1) - Kanada (4) | - Libanon (4) - Lucembursko (3) - Maďarsko (12) - Mexiko (5) - Německo (8) - Norsko (7) - Polsko (5) - Rakousko (3) - Rumunsko (7) | - Řecko (3) - Saar (3) - Sovětský svaz (16) - Spojené státy americké (8) - Švédsko (16) - Švýcarsko (5) - Turecko (15) - Velká Británie (6) - Venezuela (3) |